# Князевка (Сумская область)
Князевка (укр. Князівка) — село,
Князевский сельский совет,
Путивльский район,
Сумская область,
Украина.
Код КОАТУУ — 5923885801. Население по переписи 2001 года составляло 284 человека.
Является административным центром Князевского сельского совета, в который, кроме того, входят сёла
Минаково,
Новые Гончары,
Сахарово,
Сыромятниково,
Старые Гончары,
Ширяево и
Плаксино.

## Географическое положение
Село Князевка находится в 3,5 км от реки Сейм у истоков реки Ольшанка.
На расстоянии до 1 км расположены сёла Сыромятниково, Сахарово и Плаксино, в 3-х км — город Путивль.
Рядом проходит автомобильная дорога Т-1908.

## История
- Село Князевка известно с XVII века.

## Объекты социальной сферы
- Школа I—II ст.